# Fase de grupos da Copa Sul-Americana de 2025
A fase de grupos da Copa Sul-Americana de 2025 foi disputada entre 1 de abril a 29 de maio. O sorteio da fase de grupos foi em Luque, no Paraguai, em 17 de março de 2025.

## Formato
Nessa fase, cada um dos grupos foi jogado no sistema de todos contra todos. Os vencedores de cada grupo avançam para as oitavas de final, enquanto os segundo colocados disputam os play-offs contra os terceiros colocados da fase de grupos da Copa Libertadores da América de 2025.

### Critérios de desempate
De acordo com o regulamento estabelecido para as últimas edições, os seguintes critérios foram aplicados:
1. Pontos:
2. Melhor saldo de gols entre as equipes em questão;
3. Maior número de gols marcados entre as equipes em questão;
4. Maior número de gols marcados como visitante entre as equipes em questão;
5. Ranking de clubes da CONMEBOL.

## Calendário
O calendário de cada rodada foi o seguinte:
| Fase       | Datas                  | Partidas                                 |
| ---------- | ---------------------- | ---------------------------------------- |
| 1.ª rodada | 1–3 de abril de 2025   | Equipe 4 x Equipe 2, Equipe 3 x Equipe 1 |
| 2.ª rodada | 8–10 de abril de 2025  | Equipe 2 x Equipe 3, Equipe 1 x Equipe 4 |
| 3.ª rodada | 22–24 de abril de 2025 | Equipe 2 x Equipe 1, Equipe 4 x Equipe 3 |
| 4.ª rodada | 6–8 de maio de 2025    | Equipe 3 x Equipe 2, Equipe 4 x Equipe 1 |
| 5.ª rodada | 13–15 de maio de 2025  | Equipe 1 x Equipe 2, Equipe 3 x Equipe 4 |
| 6.ª rodada | 27–29 de maio de 2025  | Equipe 1 x Equipe 3, Equipe 2 x Equipe 4 |

## Grupos

### Grupo A
| Pos | Equipe          | Pts | J | V | E | D | GP | GC | SG  | Classificado     |     | IND | GUA | BOS | NPO |
| --- | --------------- | --- | - | - | - | - | -- | -- | --- | ---------------- | --- | --- | --- | --- | --- |
| 1   | Independiente   | 12  | 6 | 4 | 0 | 2 | 16 | 6  | +10 | Oitavas de final |     | —   | 1–0 | 2–1 | 7–0 |
| 2   | Guaraní         | 8   | 6 | 2 | 2 | 2 | 9  | 12 | −3  | Playoffs         |     | 2–1 | —   | 0–5 | 2–0 |
| 3   | Boston River    | 7   | 6 | 2 | 1 | 3 | 12 | 14 | −2  |                  |     | 1–5 | 3–3 | —   | 2–1 |
| 4   | Nacional Potosí | 7   | 6 | 2 | 1 | 3 | 8  | 13 | −5  |                  | 2–0 | 2–2 | 3–0 | —   |     |

| 1 de abril    | Boston River                                  | 3 – 3     | Guaraní                                     | Estádio Centenario, Montevidéu |
| 19:00 (UTC−3) | A González 27' · Noguera 50' · Albarracín 72' | Relatório | Mendieta 54' · Fernández 60' · Vargas 90+1' | Árbitro: PER Augusto Menéndez  |

| 1 de abril    | Nacional Potosí          | 2 – 0     | Independiente | Estádio Víctor Agustín Ugarte, Potosí |
| 18:00 (UTC−4) | Ábrego 66' · Diellos 83' | Relatório |               | Árbitro: BRA Edina Alves              |

| 8 de abril    | Independiente       | 2 – 1     | Boston River | Estádio Libertadores de América, Avellaneda |
| 19:00 (UTC−3) | Galdames 61', 90+1' | Relatório | Muñoa 86'    | Público: 25 515 Árbitro: BRA Bruno Arleu    |

| 10 de abril   | Guaraní                         | 2 – 0     | Nacional Potosí | Estádio Defensores del Chaco, Assunção     |
| 21:30 (UTC−3) | F. Fernández 11' · Patiño 45+5' | Relatório |                 | Público: 1 028 Árbitro: CHI Fernando Vejar |

| 22 de abril   | Guaraní         | 2 – 1     | Independiente | Estádio Defensores del Chaco, Assunção    |
| 19:00 (UTC−3) | Vargas 28', 80' | Relatório | Loyola 60'    | Público: 4 109 Árbitro: PER Roberto Pérez |

| 22 de abril   | Boston River                  | 2 – 1     | Nacional Potosí | Estádio Centenario, Montevidéu |
| 19:00 (UTC−3) | Albarracín 57' · Martínez 70' | Relatório | Torrico 21'     | Árbitro: BRA Anderson Daronco  |

| 6 de maio     | Nacional Potosí         | 2 – 2     | Guaraní                      | Estádio Víctor Agustín Ugarte, Potosí      |
| 18:00 (UTC−4) | Hoyos 37' · Diellos 61' | Relatório | D. Fernández 63', 88' (pen.) | Público: 1 762 Árbitro: VEN Yender Herrera |

| 6 de maio     | Boston River | 1 – 5     | Independiente                                                     | Estádio Centenario, Montevidéu          |
| 21:30 (UTC−3) | Anello 7'    | Relatório | Giménez 14', 61' (pen.) · Millán 21' · Tarzia 46' · Hidalgo 90+2' | Público: 1 567 Árbitro: COL Jhon Ospina |

| 13 de maio    | Nacional Potosí                   | 3 – 0     | Boston River | Estádio Víctor Agustín Ugarte, Potosí    |
| 18:00 (UTC−4) | Diellos 54', 70' · Preciado 90+3' | Relatório |              | Público: 1 418 Árbitro: BRA Ramon Abatti |

| 15 de maio    | Independiente | 1 – 0     | Guaraní | Estádio Libertadores de América, Avellaneda  |
| 19:00 (UTC−3) | Tarzia 43'    | Relatório |         | Público: 26 557 Árbitro: BRA Flávio de Souza |

| 28 de maio    | Independiente                                                                                  | 7 – 0     | Nacional Potosí | Estádio Libertadores de América, Avellaneda |
| 19:00 (UTC−3) | Montiel 26', 53' · Tarzia 34' · Loyola 51' · Millán 77' · Echeverría 81' (g.c.) · Galdames 84' | Relatório |                 | Árbitro: BRA Paulo Zanovelli                |

| 28 de maio    | Guaraní | 0 – 5     | Boston River                                                        | Estádio Defensores del Chaco, Assunção |
| 19:00 (UTC−3) |         | Relatório | F. Rodríguez 24' · Gutiérrez 41' · G. López 45+2', 65' · Barcia 49' | Público: 925 Árbitro: ECU Bryan Loayza |

### Grupo B
| Pos | Equipe               | Pts | J | V | E | D | GP | GC | SG | Classificado     |     | UCE | CLA | VIT | DYJ |
| --- | -------------------- | --- | - | - | - | - | -- | -- | -- | ---------------- | --- | --- | --- | --- | --- |
| 1   | Universidad Católica | 14  | 6 | 4 | 2 | 0 | 12 | 5  | +7 | Oitavas de final |     | —   | 3–1 | 1–0 | 3–1 |
| 2   | Cerro Largo          | 7   | 6 | 2 | 1 | 3 | 5  | 8  | −3 | Playoffs         |     | 1–3 | —   | 0–1 | 0–0 |
| 3   | Vitória              | 6   | 6 | 1 | 3 | 2 | 3  | 4  | −1 |                  |     | 1–1 | 0–1 | —   | 1–1 |
| 4   | Defensa y Justicia   | 4   | 6 | 0 | 4 | 2 | 4  | 7  | −3 |                  | 1–1 | 1–2 | 0–0 | —   |     |

| 2 de abril    | Vitória                | 1 – 1     | Universidad Católica | Estádio Barradão, Salvador               |
| 21:30 (UTC−3) | Matheuzinho 76' (pen.) | Relatório | Londoño 54'          | Público: 23 084 Árbitro: CHI José Cabero |

| 3 de abril    | Cerro Largo | 0 – 0     | Defensa y Justicia | Estádio Centenario, Montevidéu       |
| 21:30 (UTC−3) |             | Relatório |                    | Público: 569 Árbitro: BOL Ivo Méndez |

| 10 de abril   | Defensa y Justicia | 0 – 0     | Vitória | Estádio Norberto Tomaghello, Florencio Varela |
| 19:00 (UTC−3) |                    | Relatório |         | Público: 3 575 Árbitro: PER Augusto Menéndez  |

| 10 de abril   | Universidad Católica               | 3 – 1     | Cerro Largo  | Estádio Olímpico Atahualpa, Quito            |
| 21:00 (UTC−5) | Londoño 18' · I. Díaz 45+1', 90+4' | Relatório | Ferrarés 75' | Público: 1 764 Árbitro: PER Michael Espinoza |

| 23 de abril   | Vitória | 0 – 1     | Cerro Largo | Estádio Barradão, Salvador               |
| 21:30 (UTC−3) |         | Relatório | Peraza 75'  | Público: 13 162 Árbitro: PAR José Méndez |

| 24 de abril   | Universidad Católica                | 3 – 1     | Defensa y Justicia | Estádio Olímpico Atahualpa, Quito          |
| 21:00 (UTC−5) | I. Díaz 9' (pen.), 80' · Moreno 70' | Relatório | Gutiérrez 14'      | Público: 1 839 Árbitro: VEN Yender Herrera |

| 6 de maio     | Vitória | 1 – 1     | Defensa y Justicia | Estádio Barradão, Salvador                     |
| 19:00 (UTC−3) | Edu 36' | Relatório | Togni 55'          | Público: 8 158 Árbitro: CHI Francisco Gilabert |

| 7 de maio     | Cerro Largo  | 1 – 3     | Universidad Católica            | Estádio Centenario, Montevidéu       |
| 19:00 (UTC−3) | Añasco 90+4' | Relatório | Palacios 20' · I. Díaz 31', 87' | Público: 313 Árbitro: BOL Ivo Méndez |

| 14 de maio    | Defensa y Justicia | 1 – 1     | Universidad Católica | Estádio Norberto Tomaghello, Florencio Varela |
| 19:00 (UTC−3) | Cannavo 45+1'      | Relatório | Chancellor 58'       | Público: 6 000 Árbitro: PAR José Méndez       |

| 14 de maio    | Cerro Largo | 0 – 1     | Vitória       | Estádio Centenario, Montevidéu         |
| 21:30 (UTC−3) |             | Relatório | Claudinho 83' | Público: 500 Árbitro: PER Joel Alarcón |

| 28 de maio    | Defensa y Justicia | 1 – 2     | Cerro Largo               | Estádio Norberto Tomaghello, Florencio Varela |
| 21:30 (UTC−3) | Barbona 67'        | Relatório | Assís 45+1' · Otormín 51' | Público: 2 185 Árbitro: VEN Emikar Calderas   |

| 28 de maio    | Universidad Católica        | 1 – 0     | Vitória | Estádio Olímpico Atahualpa, Quito          |
| 19:30 (UTC−5) | Gabriel Baralhas 75' (g.c.) | Relatório |         | Público: 1 714 Árbitro: VEN Yender Herrera |

### Grupo C
| Pos | Equipe          | Pts | J | V | E | D | GP | GC | SG  | Classificado     |     | HUR | AMC | COR | RCM |
| --- | --------------- | --- | - | - | - | - | -- | -- | --- | ---------------- | --- | --- | --- | --- | --- |
| 1   | Huracán         | 14  | 6 | 4 | 2 | 0 | 11 | 2  | +9  | Oitavas de final |     | —   | 0–0 | 1–0 | 5–0 |
| 2   | América de Cali | 8   | 6 | 1 | 5 | 0 | 6  | 4  | +2  | Playoffs         |     | 0–0 | —   | 1–1 | 1–1 |
| 3   | Corinthians     | 8   | 6 | 2 | 2 | 2 | 5  | 5  | 0   |                  |     | 1–2 | 1–1 | —   | 1–0 |
| 4   | Racing          | 1   | 6 | 0 | 1 | 5 | 3  | 14 | −11 |                  | 1–3 | 1–3 | 0–1 | —   |     |

| 2 de abril    | Corinthians | 1 – 2     | Huracán          | Neo Química Arena, São Paulo                |
| 19:00 (UTC−3) | Raniele 13' | Relatório | Sequeira 6', 37' | Público: 40 591 Árbitro: CHI Cristian Garay |

| 2 de abril    | Racing         | 1 – 3     | América de Cali                       | Estádio Centenario, Montevidéu            |
| 21:30 (UTC−3) | Da Silva 90+2' | Relatório | Holgado 13' · Vergara 32' · Ramos 83' | Público: 1 409 Árbitro: PER Roberto Pérez |

| 8 de abril    | América de Cali | 1 – 1     | Corinthians     | Estádio Pascual Guerrero, Cáli                |
| 19:30 (UTC−5) | Ramos 24'       | Relatório | Matheuzinho 81' | Público: 32 744 Árbitro: VEN Jesús Valenzuela |

| 9 de abril    | Huracán                                                                     | 5 – 0     | Racing | Estádio Tomás Adolfo Ducó, Buenos Aires        |
| 19:00 (UTC−3) | Pereyra 8' · Cotugno 19' (g.c.) · De la Fuente 35' · Urzi 45+2' · Pérez 53' | Relatório |        | Público: 8 690 Árbitro: CHI Francisco Gilabert |

| 23 de abril   | Huracán | 0 – 0     | América de Cali | Estádio Tomás Adolfo Ducó, Buenos Aires     |
| 19:00 (UTC−3) |         | Relatório |                 | Público: 10 939 Árbitro: ECU Augusto Aragón |

| 24 de abril   | Corinthians | 1 – 0     | Racing | Neo Química Arena, São Paulo                    |
| 19:00 (UTC−3) | Romero 52'  | Relatório |        | Público: 39 074 Árbitro: ECU Guillermo Guerrero |

| 6 de maio     | Corinthians | 1 – 1     | América de Cali | Neo Química Arena, São Paulo                      |
| 21:30 (UTC−3) | Depay 20'   | Relatório | Navarro 46'     | Público: 39 846 Árbitro: PAR Juan Gabriel Benítez |

| 8 de maio     | Racing      | 1 – 3     | Huracán                               | Estádio Centenario, Montevidéu               |
| 19:00 (UTC−3) | Tomatis 25' | Relatório | Urzi 41' · Pereyra 55' · Cabral 90+5' | Público: 1 536 Árbitro: PER Augusto Menéndez |

| 14 de maio    | América de Cali | 0 – 0     | Huracán | Estádio Pascual Guerrero, Cáli              |
| 21:00 (UTC−5) |                 | Relatório |         | Público: 29 763 Árbitro: CHI Cristian Garay |

| 15 de maio    | Racing | 0 – 1     | Corinthians      | Estádio Centenario, Montevidéu        |
| 19:00 (UTC−3) |        | Relatório | Matheus Bidu 74' | Público: 750 Árbitro: CHI José Cabero |

| 27 de maio    | América de Cali | 1 – 1     | Racing      | Estádio Pascual Guerrero, Cáli                   |
| 19:30 (UTC−5) | Pestaña 90+5'   | Relatório | Fonseca 75' | Público: 17 295 Árbitro: VEN Alejandro Velázquez |

| 27 de maio    | Huracán    | 1 – 0     | Corinthians | Estádio Tomás Adolfo Ducó, Buenos Aires  |
| 21:30 (UTC−3) | Watson 47' | Relatório |             | Público: 11 707 Árbitro: BOL Gery Vargas |

### Grupo D
| Pos | Equipe           | Pts | J | V | E | D | GP | GC | SG | Classificado     |     | GOD | GRE | CAG | LUQ |
| --- | ---------------- | --- | - | - | - | - | -- | -- | -- | ---------------- | --- | --- | --- | --- | --- |
| 1   | Godoy Cruz       | 12  | 6 | 3 | 3 | 0 | 10 | 5  | +5 | Oitavas de final |     | —   | 2–2 | 2–2 | 2–0 |
| 2   | Grêmio           | 12  | 6 | 3 | 3 | 0 | 8  | 4  | +4 | Playoffs         |     | 1–1 | —   | 2–0 | 1–0 |
| 3   | Atlético Grau    | 4   | 6 | 0 | 4 | 2 | 5  | 9  | −4 |                  |     | 0–2 | 0–0 | —   | 2–2 |
| 4   | Sportivo Luqueño | 2   | 6 | 0 | 2 | 4 | 4  | 9  | −5 |                  | 0–1 | 1–2 | 1–1 | —   |     |

| 2 de abril    | Sportivo Luqueño | 1 – 2     | Grêmio                             | Estádio Defensores del Chaco, Assunção         |
| 21:30 (UTC−3) | Santander 29'    | Relatório | Arezo 17' (pen.) · Braithwaite 71' | Público: 4 871 Árbitro: CHI Francisco Gilabert |

| 2 de abril    | Atlético Grau | 0 – 2     | Godoy Cruz                  | Estádio Alejandro Villanueva, Lima           |
| 21:00 (UTC−5) |               | Relatório | Mendoza 19' · Fernández 55' | Público: 535 Árbitro: ECU Guillermo Guerrero |

| 8 de abril    | Grêmio                  | 2 – 0     | Atlético Grau | Arena do Grêmio, Porto Alegre            |
| 19:00 (UTC−3) | Arezo 37' · Olivera 67' | Relatório |               | Público: 12 385 Árbitro: BOL Gery Vargas |

| 8 de abril    | Godoy Cruz                  | 2 – 0     | Sportivo Luqueño | Estádio Malvinas Argentinas, Mendoza       |
| 21:30 (UTC−3) | Mendoza 29' · Pascual 90+3' | Relatório |                  | Público: 3 168 Árbitro: ECU Augusto Aragón |

| 23 de abril   | Atlético Grau              | 2 – 2     | Sportivo Luqueño        | Estádio Monumental, Lima              |
| 21:00 (UTC−5) | Garro 44' · Bandiera 90+3' | Relatório | Ayala 8' · González 27' | Público: 226 Árbitro: COL Diego Ulloa |

| 24 de abril   | Godoy Cruz                        | 2 – 2     | Grêmio                      | Estádio Malvinas Argentinas, Mendoza           |
| 19:00 (UTC−3) | Auzmendi 63' · Martínez Dupuy 86' | Relatório | Edenilson 34' · Aravena 81' | Público: 2 963 Árbitro: CHI Francisco Gilabert |

| 6 de maio     | Sportivo Luqueño | 0 – 1     | Godoy Cruz   | Estádio Tigo La Huerta, Assunção         |
| 19:00 (UTC−3) |                  | Relatório | Auzmendi 72' | Público: 1 421 Árbitro: ECU Bryan Loayza |

| 7 de maio     | Atlético Grau | 0 – 0     | Grêmio | Estádio Alejandro Villanueva, Lima    |
| 19:30 (UTC−5) |               | Relatório |        | Público: 202 Árbitro: URU José Burgos |

| 13 de maio    | Grêmio        | 1 – 1     | Godoy Cruz | Arena do Grêmio, Porto Alegre            |
| 19:00 (UTC−3) | João Pedro 6' | Relatório | Andino 29' | Público: 15 472 Árbitro: COL Diego Ulloa |

| 14 de maio    | Sportivo Luqueño   | 1 – 1     | Atlético Grau | Estádio Defensores del Chaco, Assunção  |
| 19:00 (UTC−3) | Bolívar 39' (g.c.) | Relatório | Rostaing 33'  | Público: 805 Árbitro: CHI Dione Rissios |

| 29 de maio    | Grêmio               | 1 – 0     | Sportivo Luqueño | Arena do Grêmio, Porto Alegre           |
| 19:00 (UTC−3) | Riquelme Freitas 75' | Relatório |                  | Público: 5 462 Árbitro: CHI José Cabero |

| 29 de maio    | Godoy Cruz                        | 2 – 2     | Atlético Grau            | Estádio Malvinas Argentinas, Mendoza       |
| 19:00 (UTC−3) | Auzmendi 48' · Martínez Dupuy 76' | Relatório | Bandiera 64' · Vilca 73' | Público: 3 070 Árbitro: BOL Javier Revollo |

### Grupo E
| Pos | Equipe            | Pts | J | V | E | D | GP | GC | SG | Classificado     |     | MUS | PTN | CRU | USF |
| --- | ----------------- | --- | - | - | - | - | -- | -- | -- | ---------------- | --- | --- | --- | --- | --- |
| 1   | Mushuc Runa       | 16  | 6 | 5 | 1 | 0 | 12 | 4  | +8 | Oitavas de final |     | —   | 3–2 | 1–1 | 3–0 |
| 2   | Palestino         | 9   | 6 | 3 | 0 | 3 | 9  | 9  | 0  | Playoffs         |     | 0–2 | —   | 2–1 | 2–0 |
| 3   | Cruzeiro          | 5   | 6 | 1 | 2 | 3 | 5  | 7  | −2 |                  |     | 1–2 | 2–1 | —   | 0–0 |
| 4   | Unión de Santa Fe | 4   | 6 | 1 | 1 | 4 | 2  | 8  | −6 |                  | 0–1 | 1–2 | 1–0 | —   |     |

| 1 de abril    | Unión de Santa Fe | 1 – 0     | Cruzeiro | Estádio 15 de Abril, Santa Fé               |
| 19:00 (UTC−3) | Díaz 90+4'        | Relatório |          | Público: 10 811 Árbitro: URU Andrés Matonte |

| 3 de abril    | Mushuc Runa                              | 3 – 2     | Palestino                    | Estádio Olímpico, Riobamba                 |
| 21:00 (UTC−5) | Haquín 41' · Simisterra 75' · Alonso 82' | Relatório | Marabel 71' · Carrasco 90+3' | Público: 2 918 Árbitro: VEN Yender Herrera |

| 9 de abril    | Palestino                           | 2 – 0     | Unión de Santa Fe | Estádio Nacional, Santiago                  |
| 18:00 (UTC−4) | Carrasco 12' (pen.) · Marabel 90+6' | Relatório |                   | Público: 10 295 Árbitro: PAR Carlos Benítez |

| 9 de abril    | Cruzeiro           | 1 – 2     | Mushuc Runa                   | Estádio Mineirão, Belo Horizonte            |
| 21:30 (UTC−3) | Gabriel 67' (pen.) | Relatório | Orejuela 29' · Bentaberry 77' | Público: 0 Árbitro: PAR Mario Díaz de Vivar |

| 23 de abril   | Mushuc Runa                               | 3 – 0     | Unión de Santa Fe | Estádio Olímpico, Riobamba                   |
| 21:30 (UTC−5) | Orejuela 3' · Caicedo 52' · Penilla 90+1' | Relatório |                   | Público: 2 385 Árbitro: PER Augusto Menéndez |

| 24 de abril   | Palestino              | 2 – 1     | Cruzeiro    | Estádio Municipal, Coquimbo                  |
| 20:30 (UTC−4) | Suárez 40' · Arias 86' | Relatório | Eduardo 83' | Público: 3 930 Árbitro: URU Mathías De Armas |

| 7 de maio     | Unión de Santa Fe | 1 – 2     | Palestino        | Estádio 15 de Abril, Santa Fé            |
| 19:00 (UTC−3) | Gamba 49'         | Relatório | Marabel 84', 88' | Público: 9 305 Árbitro: PAR Derlis López |

| 7 de maio     | Mushuc Runa  | 1 – 1     | Cruzeiro | Estádio Olímpico, Riobamba                |
| 19:30 (UTC−5) | Orejuela 54' | Relatório | Díaz 61' | Público: 4 504 Árbitro: PER Roberto Pérez |

| 13 de maio    | Unión de Santa Fe | 0 – 1     | Mushuc Runa   | Estádio 15 de Abril, Santa Fé              |
| 21:30 (UTC−3) |                   | Relatório | Caicedo 45+1' | Público: 8 354 Árbitro: VEN Yender Herrera |

| 14 de maio    | Cruzeiro                  | 2 – 1     | Palestino   | Estádio Mineirão, Belo Horizonte         |
| 21:30 (UTC−3) | Bolasie 69' · Gabriel 90' | Relatório | Martínez 7' | Público: 9 698 Árbitro: PER Kevin Ortega |

| 28 de maio    | Cruzeiro | 0 – 0     | Unión de Santa Fe | Estádio Mineirão, Belo Horizonte         |
| 21:30 (UTC−3) |          | Relatório |                   | Público: 20 044 Árbitro: PAR Blas Romero |

| 28 de maio    | Palestino | 0 – 2     | Mushuc Runa                | Estádio Bicentenario, Santiago |
| 20:30 (UTC−4) |           | Relatório | Orejuela 70' · Penilla 88' | Árbitro: URU Hernán Heras      |

### Grupo F
| Pos | Equipe         | Pts | J | V | E | D | GP | GC | SG  | Classificado     |     | FLU | ONC | UES | GVS |
| --- | -------------- | --- | - | - | - | - | -- | -- | --- | ---------------- | --- | --- | --- | --- | --- |
| 1   | Fluminense     | 13  | 6 | 4 | 1 | 1 | 11 | 2  | +9  | Oitavas de final |     | —   | 2–0 | 2–0 | 5–0 |
| 2   | Once Caldas    | 12  | 6 | 4 | 0 | 2 | 8  | 6  | +2  | Playoffs         |     | 0–1 | —   | 1–0 | 2–1 |
| 3   | Unión Española | 5   | 6 | 1 | 2 | 3 | 6  | 7  | −1  |                  |     | 1–1 | 0–2 | —   | 4–0 |
| 4   | GV San José    | 4   | 6 | 1 | 1 | 4 | 5  | 15 | −10 |                  | 1–0 | 2–3 | 1–1 | —   |     |

| 1 de abril    | Once Caldas | 0 – 1     | Fluminense | Estádio Palogrande, Manizales                    |
| 19:30 (UTC−5) |             | Relatório | Cano 31'   | Público: 20 937 Árbitro: ARG Maximiliano Ramírez |

| 3 de abril    | GV San José       | 1 – 1     | Unión Española | Estádio Hernando Siles, La Paz         |
| 18:00 (UTC−4) | López Pissano 88' | Relatório | Núñez 82'      | Público: 760 Árbitro: ECU Bryan Loayza |

| 9 de abril    | Unión Española | 0 – 2     | Once Caldas                | Estádio Sausalito, Viña del Mar                |
| 20:30 (UTC−4) |                | Relatório | Moreno 57' · A. García 86' | Público: 3 102 Árbitro: ARG Leandro Rey Rilfer |

| 10 de abril   | Fluminense                                    | 5 – 0     | GV San José | Estádio do Maracanã, Rio de Janeiro        |
| 21:30 (UTC−3) | Everaldo 21', 44' · Serna 59' · Cano 73', 79' | Relatório |             | Público: 20 307 Árbitro: PER Roberto Pérez |

| 22 de abril   | GV San José                | 2 – 3     | Once Caldas          | Estádio Hernando Siles, La Paz           |
| 20:30 (UTC−4) | Becerra 70' · Villamíl 80' | Relatório | Moreno 42', 73', 88' | Público: 455 Árbitro: ARG Nazareno Arasa |

| 23 de abril   | Unión Española | 1 – 1     | Fluminense   | Estádio Bicentenario, Santiago             |
| 18:00 (UTC−4) | Aránguiz 83'   | Relatório | Nonato 90+3' | Público: 3 862 Árbitro: URU Andrés Matonte |

| 7 de maio     | Once Caldas  | 1 – 0     | Unión Española | Estádio Palogrande, Manizales             |
| 21:00 (UTC−5) | Palacios 16' | Relatório |                | Público: 16 991 Árbitro: PER Kevin Ortega |

| 8 de maio     | GV San José | 1 – 0     | Fluminense | Estádio Hernando Siles, La Paz           |
| 20:30 (UTC−4) | Calero 69'  | Relatório |            | Público: 245 Árbitro: VEN Alexis Herrera |

| 14 de maio    | Fluminense                   | 2 – 0     | Unión Española | Estádio do Maracanã, Rio de Janeiro            |
| 19:00 (UTC−3) | Keno 47' · Samuel Xavier 77' | Relatório |                | Público: 15 929 Árbitro: ARG Yael Falcón Pérez |

| 15 de maio    | Once Caldas               | 2 – 1     | GV San José | Estádio Palogrande, Manizales               |
| 21:00 (UTC−5) | Malagón 35' · Beltrán 79' | Relatório | Roca 58'    | Público: 15 668 Árbitro: ECU Augusto Aragón |

| 29 de maio    | Fluminense                | 2 – 0     | Once Caldas | Estádio do Maracanã, Rio de Janeiro        |
| 21:30 (UTC−3) | Martinelli 2' · Serna 34' | Relatório |             | Público: 33 668 Árbitro: ARG Darío Herrera |

| 29 de maio    | Unión Española                            | 4 – 0     | GV San José | Estádio Bicentenario, Santiago        |
| 20:30 (UTC−4) | Aránguiz 17', 58' · Uribe 49' · Véjar 78' | Relatório |             | Público: 801 Árbitro: BRA Edina Alves |

### Grupo G
| Pos | Equipe                  | Pts | J | V | E | D | GP | GC | SG | Classificado     |     | LAN | VAS | MEL | APC |
| --- | ----------------------- | --- | - | - | - | - | -- | -- | -- | ---------------- | --- | --- | --- | --- | --- |
| 1   | Lanús                   | 12  | 6 | 3 | 3 | 0 | 9  | 4  | +5 | Oitavas de final |     | —   | 1–0 | 3–0 | 2–2 |
| 2   | Vasco da Gama           | 8   | 6 | 2 | 2 | 2 | 8  | 8  | 0  | Playoffs         |     | 0–0 | —   | 3–0 | 1–0 |
| 3   | Melgar                  | 7   | 6 | 2 | 1 | 3 | 5  | 10 | −5 |                  |     | 0–1 | 3–3 | —   | 1–0 |
| 4   | Academia Puerto Cabello | 5   | 6 | 1 | 2 | 3 | 8  | 8  | 0  |                  | 2–2 | 4–1 | 0–1 | —   |     |

| 2 de abril    | Melgar                                   | 3 – 3     | Vasco da Gama                           | Estádio Monumental da UNSA, Arequipa      |
| 17:00 (UTC−5) | Rodríguez 39' · Castro 80' · Cabrera 90' | Relatório | Philippe Coutinho 3' · Vegetti 32', 51' | Público: 10 529 Árbitro: PAR Derlis López |

| 3 de abril    | Academia Puerto Cabello | 2 – 2     | Lanús                   | Estádio Misael Delgado, Valencia          |
| 18:00 (UTC−4) | Paredes 14' · Awudu 50' | Relatório | Canelo 69' · Aquino 75' | Público: 5 530 Árbitro: COL Carlos Ortega |

| 8 de abril    | Vasco da Gama | 1 – 0     | Academia Puerto Cabello | Estádio São Januário, Rio de Janeiro      |
| 21:30 (UTC−3) | Vegetti 45+2' | Relatório |                         | Público: 17 950 Árbitro: ECU Bryan Loayza |

| 9 de abril    | Lanús                                  | 3 – 0     | Melgar | Estádio La Fortaleza, Lanús                  |
| 21:30 (UTC−3) | Moreno 45+1' · Salvio 47' · Orozco 79' | Relatório |        | Público: 4 289 Árbitro: URU Mathías De Armas |

| 22 de abril   | Vasco da Gama | 0 – 0     | Lanús | Estádio São Januário, Rio de Janeiro     |
| 21:30 (UTC−3) |               | Relatório |       | Público: 19 291 Árbitro: BOL Gery Vargas |

| 22 de abril   | Melgar      | 1 – 0     | Academia Puerto Cabello | Estádio Monumental da UNSA, Arequipa     |
| 21:00 (UTC−5) | Barrios 42' | Relatório |                         | Público: 4 922 Árbitro: ECU Juan Andrade |

| 6 de maio     | Melgar | 0 – 1     | Lanús      | Estádio Monumental da UNSA, Arequipa      |
| 21:00 (UTC−5) |        | Relatório | Medina 84' | Público: 5 693 Árbitro: COL Carlos Ortega |

| 7 de maio     | Academia Puerto Cabello                             | 4 – 1     | Vasco da Gama   | Estádio Misael Delgado, Valencia        |
| 18:00 (UTC−4) | Paredes 28' (pen.), 65' · Padrón 49' · Guerrero 60' | Relatório | João Victor 38' | Público: 2 650 Árbitro: PAR José Méndez |

| 13 de maio    | Lanús       | 1 – 0     | Vasco da Gama | Estádio La Fortaleza, Lanús                |
| 21:30 (UTC−3) | Carrera 53' | Relatório |               | Público: 6 555 Árbitro: PAR Carlos Benítez |

| 13 de maio    | Academia Puerto Cabello | 0 – 1     | Melgar             | Estádio Misael Delgado, Valencia         |
| 20:30 (UTC−4) |                         | Relatório | Cabrera 51' (pen.) | Público: 4 890 Árbitro: ECU Juan Andrade |

| 27 de maio    | Lanús                   | 2 – 2     | Academia Puerto Cabello | Estádio La Fortaleza, Lanús            |
| 19:00 (UTC−3) | Salvio 12' · Moreno 21' | Relatório | Paredes 15', 62' (pen.) | Público: 3 131 Árbitro: BOL Ivo Méndez |

| 27 de maio    | Vasco da Gama                               | 3 – 0     | Melgar | Estádio São Januário, Rio de Janeiro     |
| 19:00 (UTC−3) | Rayan 3' · Paulo Henrique 33' · Vegetti 44' | Relatório |        | Público: 15 971 Árbitro: COL Jhon Ospina |

### Grupo H
| Pos | Equipe           | Pts | J | V | E | D | GP | GC | SG | Classificado     |     | CIE | ATM | CAR | IQU |
| --- | ---------------- | --- | - | - | - | - | -- | -- | -- | ---------------- | --- | --- | --- | --- | --- |
| 1   | Cienciano        | 10  | 6 | 2 | 4 | 0 | 12 | 6  | +6 | Oitavas de final |     | —   | 0–0 | 3–1 | 4–0 |
| 2   | Atlético Mineiro | 9   | 6 | 2 | 3 | 1 | 11 | 6  | +5 | Playoffs         |     | 1–1 | —   | 3–1 | 4–0 |
| 3   | Caracas          | 8   | 6 | 2 | 2 | 2 | 9  | 11 | −2 |                  |     | 2–2 | 1–1 | —   | 2–1 |
| 4   | Deportes Iquique | 4   | 6 | 1 | 1 | 4 | 7  | 16 | −9 |                  | 2–2 | 3–2 | 1–2 | —   |     |

| 1 de abril    | Deportes Iquique | 1 – 2     | Caracas                     | Estádio Tierra de Campeones, Iquique       |
| 19:00 (UTC−3) | Puch 4' (pen.)   | Relatório | Echenique 33' · Aguilar 37' | Público: 6 028 Árbitro: ECU Augusto Aragón |

| 1 de abril    | Cienciano | 0 – 0     | Atlético Mineiro | Estádio Inca Garcilaso de la Vega, Cusco        |
| 19:30 (UTC−5) |           | Relatório |                  | Público: 15 683 Árbitro: ARG Leandro Rey Hilfer |

| 8 de abril    | Caracas                   | 2 – 2     | Cienciano       | Estádio Olímpico da UCV, Caracas       |
| 18:00 (UTC−4) | Reinoso 8' · Rondón 90+9' | Relatório | Garcés 41', 66' | Público: 3 782 Árbitro: COL José Ortiz |

| 10 de abril   | Atlético Mineiro                                                     | 4 – 0     | Deportes Iquique | Estádio Mineirão, Belo Horizonte     |
| 21:30 (UTC−3) | Rony 1' · Hulk 11' (pen.) · Natanael 35' · Gustavo Scarpa 66' (pen.) | Relatório |                  | Público: 0 Árbitro: PAR Juan Benítez |

| 23 de abril   | Caracas       | 1 – 1     | Atlético Mineiro     | Estádio Olímpico da UCV, Caracas          |
| 20:30 (UTC−4) | De Santis 66' | Relatório | Rodríguez 24' (g.c.) | Público: 4 060 Árbitro: ARG Darío Herrera |

| 24 de abril   | Deportes Iquique       | 2 – 2     | Cienciano                  | Estádio Tierra de Campeones, Iquique            |
| 20:30 (UTC−4) | Pino 29' · Fuentes 65' | Relatório | Gentile 24' · Garcés 90+9' | Público: 5 032 Árbitro: ARG Maximiliano Ramírez |

| 8 de maio     | Deportes Iquique              | 3 – 2     | Atlético Mineiro         | Estádio Tierra de Campeones, Iquique           |
| 18:00 (UTC−4) | Ramos 34', 53' · Orellana 60' | Relatório | Rubens 10' · Bernard 78' | Público: 5 508 Árbitro: ARG Leandro Rey Hilfer |

| 8 de maio     | Cienciano                               | 3 – 1     | Caracas       | Estádio Inca Garcilaso de la Vega, Cusco |
| 21:00 (UTC−5) | Gentile 15' · Valoyes 67' · Noronha 83' | Relatório | Hernández 34' | Árbitro: ECU Alex Cajas                  |

| 15 de maio    | Atlético Mineiro                        | 3 – 1     | Caracas              | Arena MRV, Belo Horizonte           |
| 21:30 (UTC−3) | Edet 28' (g.c.) · Cuello 48' · Rony 77' | Relatório | De Santis 59' (pen.) | Público: 0 Árbitro: URU José Burgos |

| 15 de maio    | Cienciano                           | 4 – 0     | Deportes Iquique | Estádio Inca Garcilaso de la Vega, Cusco |
| 21:00 (UTC−5) | Gentile 21', 41' · Noronha 39', 48' | Relatório |                  | Público: 13 528 Árbitro: PAR David Ojeda |

| 29 de maio    | Atlético Mineiro | 1 – 1     | Cienciano          | Arena MRV, Belo Horizonte         |
| 21:30 (UTC−3) | Lyanco 43'       | Relatório | Cueva 45+7' (pen.) | Árbitro: PAR Juan Gabriel Benítez |

| 29 de maio    | Caracas                | 2 – 1     | Deportes Iquique | Estádio Olímpico da UCV, Caracas       |
| 20:30 (UTC−4) | Covea 26' · Tegues 34' | Relatório | González 54'     | Público: 2 933 Árbitro: ECU Alex Cajas |